# Mediacorp
Mediacorp Pte. Ltd. è un conglomerato mediatico pubblico di Singapore, di proprietà di Temasek Holdings, la holding del Governo di Singapore. Possiede e gestisce canali televisivi, stazioni radiofoniche e media digitali. Trasmette in inglese, malese, cinese mandarino e tamil.

## Storia

### 1930–1965: Prima dell'indipendenza di Singapore

#### Primi esperimenti radio
I primi esperimenti radiofonici a Singapore risalgono ad aprile 1925, quando nacque la Amateur Wireless Society of Malaya (AWSM), che inaugurò le trasmissioni (a onde corte) da uno studio dello Union Building a Collyer Quay usando un trasmettitore da 100 watt preso in prestito dalla Marconi Company. Il suo segnale arrivava fino a Penang.
Nel 1930 la Singapore Port Authority trasmetteva in onde corte ogni quindici giorni, o di domenica o di mercoledì.
BBC Empire Service fu inaugurata il 19 dicembre 1932. Trasmetteva in onde corte per i locutori della lingua inglese nell'Impero britannico. A Singapore BBC Empire Service era considerata alla stregua di un'emittente locale, facilmente accessibile 24 ore su 24, 7 giorni su 7.
Nel 1933 fu lanciata Radio ZHI, prima stazione radiofonica nazionale a onde corte a Singapore, di proprietà di Radio Service Company of Malaya. Radio ZHI acquisì presto un pubblico fedele sia a Singapore che all'estero, ma nonostante il successo chiuse i battenti a fine dicembre 1936, alla scadenza della sua licenza, quando alla nascente British Malaya Broadcasting Corporation fu assegnato il monopolio della radiodiffusione.

#### British Malaya Broadcasting Corporation
Il 12 aprile 1935 fu creata la British Malaya Broadcasting Corporation (BMBC), alla quale fu assegnata una licenza radio dal Regno Unito il 1º giugno 1936.
ZHL trasmise per la prima volta, a titolo sperimentale, da una collina vicino a Thomson Road, il 10 giugno dello stesso anno, mandando in onda della musica cinese.
Il novembre seguente ZHL tenne le prime audizioni per assumere il personale necessario.
Il 1º marzo 1937 il Governatore degli Stabilimenti dello Stretto, Shenton Thomas, inaugurò gli studi e i trasmettitori siti a Caldecott Hill e l'avvio delle trasmissioni regolari.
A fine giugno, riscontrando già un passivo di $5.368,67, BMBC operò un taglio al numero di ore di trasmissione settimanali. Questo obbligò ZHL a ridurre il numero di artisti ospiti, abbandonando, in particolare, le sessioni di artisti giovani, che avevano un costo maggiore. La situazione di fatto suggeriva che il palinsesto giornaliero durasse almeno quattro ore, con prolungamenti in base al riscontro degli ascoltatori, ma una potenziale crescita della radio fu ostacolata per pura mancanza di fondi. L'azienda riponeva, a questo punto, le sue speranze in un incremento delle entrate grazie ai programmi sponsorizzati.
A luglio il consiglio di amministrazione aveva deciso la realizzazione di trasmissioni ad onde corte, nonostante le preoccupazioni riguardanti la qualità di ricezione. La programmazione sarebbe stata la stessa della già esistente stazione ad onde medie ZHL. Le operazioni tecniche iniziarono ad ottobre 1937.
A gennaio 1938 fu anche reso noto che BMBC non avrebbe più ricevuto la sua sovvenzione mensile di $1.000 da parte del comune a partire dalla fine di febbraio, ma al 28 febbraio a BMBC risultava di essere già in attivo di $275,88. Così, la stazione ad onde corte poté debuttare il 19 luglio 1938 come ZHP, raggiungendo il pubblico non solo della Malaya, ma anche del Sarawak, del Borneo e delle Indie Olandesi, specialmente delle miniere di stagno e delle tenute di gomma.
Grazie all'ampia copertura di ZHP, ZHL poté a sua volta specializzarsi in eventi sportivi come le gare di ippica, il tennis e il calcio, in particolare la Coppa della Malaysia.
A febbraio 1939 fu il governo ad iniziare a sovvenzionare direttamente BMBC.

#### Malaya Broadcasting Corporation
Nel 1940 il Governo degli Stabilimenti dello Stretto andò oltre le sue decisioni iniziali acquisendo l'azienda, prima come parte del Dipartimento dell'informazione britannico, e infine nazionalizzandola e riorganizzandola come organismo governativo: nacque la Malaya Broadcasting Corporation (MBC).
Il 16 settembre 1940 al palinsesto radiofonico fu aggiunta una serie di programmi in francese; il 29 dello stesso mese, allo scopo di contrastare la propaganda tedesca, fu installato un secondo trasmettitore ad onde corte, grazie al quale la stazione poteva proporre un programma speciale in tedesco il venerdì sera dalle 22:00 alle 22:30; il resto del palinsesto era composto da musica e notizie in indostano, olandese, tamil, arabo e francese.

#### Syonan Broadcasting Station
Durante la seconda guerra mondiale, quando l'Esercito imperiale giapponese occupò Singapore (1942-1945), la stazione radio dell'isola fu prima chiusa e poi riaperta sotto la gestione delle autorità giapponesi come "Syonan Hoso Kyoku" ( ovvero "'Luce del Sud' Broadcasting Corporation", poi anche conosciuta in inglese come "Syonan Broadcasting Station" o "SBS"). 
Le operazioni tecniche della nuova amministrazione iniziarono il 13 marzo 1942 su tre frequenze: una in onde medie per Singapore, un'altra come relè dei nuovi programmi da Tokyo e una frequenza ad onde corte rivolta all'indirizzo dell'Australia. 
Dopo avere effettuato delle riparazioni, il 28 marzo le trasmissioni ripartirono ufficialmente. 
All'inizio dell'occupazione il palinsesto quotidiano andava dalle 19:00 alle 23:00, la cui ultima ora era dedicata ai programmi educativi. Era composto, come prima, da programmi in tutte le lingue parlate nel Paese, ma con l'aggiunta del giapponese.
Da giugno 1942 ‘Syonan’ impartiva lezioni di giapponese agli studenti di 87 scuole locali tramite apparecchi radio installati al loro interno.
Durante il periodo dell'occupazione il Regno Unito irradiava nella regione un servizio, più o meno clandestino, tramite la British Far Eastern Broadcasting Service (BFEBS), con sede, per breve tempo, a Caldecott Hill.

#### Radio Singapore e nascita della televisione
Dopo la guerra, i britannici tornarono al potere e ripresero il controllo della stazione radio, ponendo la sua gestione in mano ad un governo ad interim, l'Amministrazione militare britannica della Malesia.
Il 23 dicembre 1945 furono attivate due stazioni radio distinte: quella esistente fu ribattezzata "Blue Network", ed offriva una programmazione in inglese e in malese; la seconda, fu chiamata "Red Network", ed aveva un palinsesto in tamil, indostano e cinese.
Il 1º aprile 1946 fu fondata Radio Malaya Singapore and the Federation of Malaya (RMSFOM), un servizio in onde corte e medie che trasmetteva notizie e intrattenimento locale in inglese, cinese mandarino e malese. 
A giugno 1947 BBC dette il via ad un piano di acquisizione, nell'arco di un anno, delle strutture e dei programmi di BFEBS, che giunse, come previsto, a compimento l'8 agosto 1948.
Il 1º gennaio 1951 anche la programmazione in cinese ottenne una propria stazione, il "Green Network".
Nel 1958, dopo che la Malaysia ebbe ottenuto l'indipendenza dal Regno Unito, Radio Malaya si trasferì a Kuala Lumpur e il 4 gennaio 1959 Radio Singapura andò ad occupare gli studi lasciati liberi a Singapore, divenendo il servizio radiofonico ufficiale di Singapore.
Il 14 febbraio 1960 Radio Singapura esordì nelle trasmissioni ad onde corte, che però consistevano solo in un relè della programmazione già esistente sulle onde medie.
Il 3 giugno 1961 nacque la stazione radio Siaran Istimewa, che offriva, così come Radio Singapura, programmi in tutte e 4 le lingue ufficiali.
Il 16 settembre 1963, quando Singapore fu unito amministrativamente alla Malaysia, Radio Singapura fu accorpata a Radio Malaysia, venendo ribattezzata "Radio Malaysia (Singapura)".
Durante il periodo come parte della Malaysia, Singapore, allo stesso modo di Sabah, Sarawak e Malaya, possedeva una propria radio, ma, a differenza delle altre province, si dotò anche di una propria televisione, in virtù del Malaysia Agreement, nel quale l'autogoverno di Singapore era riuscito a far accludere una clausola che prevedeva l'indipendenza dei suoi media.
Fu fondata, così, Television Singapura, la quale effettuò i primi test di trasmissione dal 21 gennaio al 15 febbraio 1963, ai quali fece seguito un programma pilota la sera del 15 febbraio 1963, il documentario TV Looks at Singapore.
Il 2 aprile 1963 si tenne l'inaugurazione ufficiale di quello che rappresentava il primo canale televisivo singaporiano, Channel 5, che inizialmente proponeva programmi in tutte e quattro le lingue ufficiali di Singapore. 
Il 31 agosto dello stesso anno iniziò le sue trasmissioni sperimentali anche Channel 8, il secondo canale TV, che passò alle trasmissioni regolari il 23 novembre seguente.
A gennaio 1964 Television Singapura divenne la filiale singaporiana dell'appena nata Radio Televisyen Malaysia di Kuala Lumpur, venendo presto ribattezzata "Television Malaysia (Singapura)". Questa riorganizzazione del mezzo televisivo della regione incluse l'introduzione della pubblicità, che su Television Singapura esordì il 15 gennaio.

### 1965–: Dopo l'indipendenza di Singapore

#### Radio Television Singapore
Nel 1965 Singapore ottenne l'indipendenza dalla Malaysia, e conseguentemente anche le sue strutture radiotelevisive si distaccarono da quelle malaysiane. Nacque così Radio Television Singapore (RTS), inquadrata come divisione del Ministero della cultura. Il nuovo assetto aziendale incoraggiò da subito una crescita del network, che si concretizzò nell'immediato con la creazione di un nuovo centro televisivo a Caldecott Hill il 27 agosto 1966.
A maggio 1967 iniziarono i test di un servizio radiofonico sperimentale in FM, perché il governo aveva ritenuto l'FM ideale per le dimensioni di Singapore. 
I test furono poi seguiti da un programma pilota il 23 giugno e da un servizio regolare a partire dal 15 luglio.
Nel 1972 l'azienda proseguì l'ampliamento delle proprie strutture con la costruzione dei nuovi studi radiofonici della Radio House; poi nel 1975 edificò un intero nuovo complesso.
Dal 30 marzo 1973 a Channel 5 e Channel 8 fu assegnata un'identità linguistica specifica: il primo dei due canali si specializzò nei programmi in inglese e in malese, mentre il secondo in quelli in cinese e in tamil.
Il 24 ottobre seguente RTS mandò in onda un documentario autoprodotto di 40 minuti intitolato Addiction: Three Experiences, che raccontava le vite di tre tossicodipendenti, che l'anno seguente fu premiato con un riconoscimento speciale dalla Asia-Pacific Broadcasting Union.
Il 2 maggio 1974 l'azienda iniziò a condurre dei test di trasmissione a colori su entrambi i canali, seguite a luglio dalle prime trasmissioni a colori in diretta, in particolare la finale del campionato mondiale di calcio, 
e il 9 agosto la National Day Parade. Passò alle trasmissioni a colori regolari il 1º novembre 1977.

### Singapore Broadcasting Corporation
La crescita di RTS fu però spesso ostacolata da vincoli amministrativi ed economici, che portarono a frequenti avvicendamenti del personale e a puntare più sui programmi importati che sulle produzioni locali. 
A settembre 1979 in Parlamento fu avanzata una proposta di legge per risolvere questo problema separando l'azienda dal Ministero della cultura e rimpiazzandola con un ente statutario, inquadrato come società statale ma autonoma, sul modello di Singapore Airlines e della BBC nel Regno Unito. 
L'SBC Act fu infine approvato il 12 gennaio 1980 in Parlamento.
Il Governo sciolse RTS il 31 gennaio e trasferì le sue risorse alla nascente Singapore Broadcasting Corporation (SBC).
In estate SBC cominciò a rinnovare l'offerta televisiva adottando un nuovo format per i suoi telegiornali, con due giornalisti al posto di uno e un numero maggiore di reportage.
A fine anno, in occasione della campagna elettorale per le elezioni politiche del 1980, mandò in onda le prime tribune elettorali.
A marzo dell'anno nuovo debuttò il programma di attualità in inglese Friday Background.
Il 1º gennaio 1982, così come già avvenuto per i canali televisivi, anche le stazioni radio di SBC furono rinominate adeguandole al nuovo marchio: SBC Radio 1 (in inglese), SBC Radio 2 (in malese), SBC Radio 3 (in cinese), SBC Radio 4 (in tamil dalle 6 alle 21 e in cinese dalle 21 a mezzanotte) e SBC Radio 5 (musica classica).
Il 30 marzo 1982 SBC 5 (ex Channel 5) iniziò a trasmettere il programma di narrativa per l'infanzia Share a Story, che il martedì era rivolto ai bambini tra i 3 e i 5 anni e il giovedì a quelli tra i 6 e i 9 anni.
Seguì a gennaio 1983 il lancio di Newswatch, un notiziario rivolto ai ragazzi tra i 10 e i 14 anni, che andava in onda tre volte la settimana per 10 minuti.
Il 1º maggio aumentò anche lo spazio dedicato ai notiziari di SBC Radio 1 e SBC Radio 3, che passarono a proporne uno ogni ora.
Il 31 gennaio 1984 SBC lanciò SBC 12, un nuovo canale televisivo dedicato interamente alla cultura e il giorno successivo i notiziari in inglese e in mandarino furono estesi entrambi alla durata di 30 minuti.
Il 1º marzo 1985 SBC cominciò a seguire le sedute del Parlamento con il programma Today in Parliament, della durata di un'ora.
Il 3 agosto 1987, su richiesta degli ascoltatori all'estero, inserì nei propri giornali radio anche le notizie finanziarie, diffondendole attraverso SBC Radio 5.
Il 1º gennaio 1989 furono lanciate due nuove stazioni radio: SBC Perfect 1, con un palinsesto di successi di musica pop in inglese, e SBC YES, specializzata in musica mandarina.
Ad inizio 1990 nacque SBC 93.3, anche conosciuta come "SBC Radio 6".
L'8 agosto, SBC 5 dette il via ad un graduale passaggio anche della televisione all'audio stereo, con il programma Countdown to National Day 90.
SBC aveva altri progetti ambiziosi negli anni novanta: un nuovo complesso di studi radiotelevisivi, ammodernamento delle sue strutture, sviluppo di nuovi programmi e riorganizzazione del personale. Per ridurre la congestione della sede di Caldecott Hill, si riteneva necessario aprirne una seconda, probabilmente a Bukit Batok, dove era già stato spostato il trasmettitore televisivo.
Tra fine 1991 e inizio 1992 quattro delle cinque stazioni radiofoniche numerate di SBC cambiarono nome: SBC Radio 2 fu ribattezzata "Warna"; SBC Radio 3, "The City Channel"; SBC Radio 4, "Olikkalanjiam" e SBC Radio 5, "Symphony". SBC Radio 1, invece, mantenne lo stesso nome, dal momento che era l'ammiraglia del gruppo, ben affermata presso il pubblico.
Nel 1992 SBC iniziò a collaborare con le case di produzione per costruire i propri palinsesti. Uno dei primi risultati fu Kalau Dapur Tak Berasap, realizzato insieme alla Communications 2000.
A gennaio 1993 vari programmi furono rinnovati, mentre vennero aggiunti nuovi generi come il talk show e i classici della TV come le repliche di sitcom famose. 
L'azienda introdusse anche i blocchi di programmazione (un primo esperimento lo aveva già fatto l'anno precedente con la fascia oraria dei cartoni animati del sabato mattina, alla quale aveva dato il nome di Nine to Twelve).
Un blocco di programmazione educativa prodotto in collaborazione con il Ministero dell'educazione, noto come CDIS (Curriculum Development Institute of Singapore), iniziò ad andare in onda su SBC 12 il 4 gennaio 1993.
SBC fece anche un primo tentativo di produrre della fiction in inglese con il film per la TV Time Tomorrow, che andò in onda il 9 marzo 1993.
Sul fronte della radio a fine 1993 SBC portò a 24 ore su 24 il palinsesto della sua stazione radio all news, mentre SBC Radio 1, come già fatto con le consorelle, fu rinominata ma anche quadruplicata: da essa, infatti, si generarono One FM 90.5, YES 933, Love 972 e Perfect Ten 98.7FM.
Per la vigilia di capodanno 1994 SBC 5 fu rilanciata come "Channel 5" con lo slogan Where It All Happens! e ne fu fatto il primo canale televisivo di Singapore interamente in lingua inglese; esordì con il programma Countdown New Year (Countdown 94): Hi! 5; nell'occasione il suo notiziario passò a due edizioni giornaliere, ovvero News 5 at Seven e News 5 Tonight.
I programmi in malese furono quindi trasferiti da Channel 5 a SBC 12 e il relativo notiziario fu ribattezzato Berita 12. 
In contemporanea fu fondata Singapore International Television (SITV) (in malese Televisyen Antarabangsa Singapura), un canale televisivo satellitare rivolto alla diaspora singaporiana nel Sudest asiatico. La rete fu inaugurata dal Primo Ministro di Singapore Goh Chok Tong dalla sede presso il Caldecott Broadcast Centre, con un'edizione speciale di Inside Asia e un simulcast dal vivo di News 5 Tonight di Channel 5.
Il 30 gennaio SBC 12 fu rilanciata come "Channel 12" con lo slogan Something Special durante il programma d'inaugurazione 12.

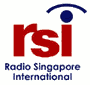
Logo di Radio Singapore International.

Il 1º febbraio anche la radio di Singapore fu dotata di una voce internazionale con la creazione di Radio Singapore International (RSI), con un palinsesto di notiziari, attualità, lifestyle e musica in inglese, malese, cinese mandarino e indonesiano.
Il 1º maggio 93.3 passò alle trasmissioni 24 ore su 24, Radio One fece altrettanto il 16 maggio 1994, seguita da Class 95 a giugno e da City Sounds 95.8 a dicembre.
Nel frattempo il notiziario in tamil fu ribattezzato Tamil Seithi e quello mandarino diviso in due: News Brief in Mandarin e Singapore Today.
Prima dell'inizio dell'estate Jack Neo presentò su Channel 8 la prima sitcom autoprodotta in mandarino, Comedy Night.
L'annata si chiuse con il lancio della stazione radio Love 97.2, dedicata alla musica pop sentimentale in mandarino.

### Singapore International Media
Dopo che il Parlamento ebbe ratificato il Singapore Broadcasting Authority Act 1994, fu fondata la Singapore Broadcasting Authority (SBA), allo scopo di permettere la nascita di emittenti private e di regolamentare il settore radiotelevisivo.
Per quanto riguarda SBC, il 1º ottobre fu acquisita da Temasek Holdings, società d'investimenti del governo di Singapore. L'azienda fu rinominata Singapore International Media (SIM) e riorganizzata in quattro settori di attività distinti: la televisione fu divisa in due società, ovvero Television Corporation of Singapore (TCS) e Television Twelve (TV12), la radio fu mantenuta unita in Radio Corporation of Singapore (RCS), e per le operazioni tecniche fu creata la società SIM Communications (SIMCOM).
La SBA stanziò $40 milioni per la realizzazione di 45 delle 60 ore settimanali di programmazione di TV12, delle quali 19 di arte, sport e cultura, 15 di programmi malesi e 11 di programmi indiani. Le restanti ore dovevano essere finanziate da TV12 stessa.
All'inizio del 1995 TCS licenziò sia il personale che si occupava di rilevare il riscontro degli spettatori che la commissione per la consulenza sulla programmazione, composta da membri del pubblico.
A luglio TV12 si trasferì nella nuova sede, all'interno del Bestway Building.
Il 1º settembre Channel 8 estese il proprio palinsesto a 24 ore al giorno, dedicandosi esclusivamente ai programmi in lingua mandarina, mentre quelli in tamil passarono a Prime 12, nuovo nome di Channel 12 sotto il controllo di TV12, specializzandosi in programmi multilingue. TV12 lanciò anche un canale spin-off conosciuto come Premiere 12 diffuso sul canale 24 UHF, che proponeva anch'esso arte, cultura, documentari, programmi per bambini e sport. Il 29 settembre anche Channel 5 estese il proprio palinsesto a 24 ore.
TCS aveva desiderato che Channel 5 e Prime 12 fossero il più possibile complementari, rendendo il primo un canale di interesse generale, e il secondo una rete maggiormente di nicchia.  In seguito, però, la separazione di TCS e TV12 aveva provocato una competizione tra i due canali, che erano arrivati ad avere una programmazione simile in varie fasce orarie, così riducendo anche la scelta dei telespettatori.
La produzione dei programmi locali di TV12, soprattutto quella su Prime 12, proveniva al 60% da case di produzione esterne, mentre il 40% era autoprodotto tramite la propria Vision Production.
Il 1º agosto 1998 TCS creò una sua casa di produzione cinematografica, la Raintree Pictures, così come aveva fatto TV12 con Vision Production.
A fine 1998 RCS lanciò tre nuove stazioni radio: NewsRadio 93.8, Inter FM e Gold '90 FM.
Il 1º marzo 1999 TCS lanciò CNA, primo canale terrestre locale in chiaro all news, con un palinsesto di 18 ore, dalle 6:00 a mezzanotte.

### Media Corporation of Singapore

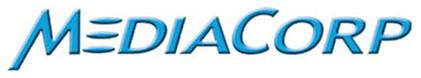
Logo di MediaCorp (2001–2015).

Il 15 giugno 1999 SIM fu ulteriormente rinominata in Media Corporation of Singapore (MediaCorp).
Fece seguito un'altra ristrutturazione: il 30 gennaio 2000 Prime 12 cambiò nome in "Suria" e fu destinata ai programmi in lingua malese, abbandonando quelli in lingua tamil; Premiere 12 divenne "Central" e fu suddivisa in tre blocchi: Kids Central (programmi per bambini, trasferiti da Channel 5), Vasantham Central (programmi in lingua tamil, arrivati da Prime 12) e Arts Central (programmi di arte). 
In contemporanea TCS lanciò il canale sportivo SportCity, che fu riempito con i programmi sportivi provenienti da Premiere 12.
Il 28 settembre CNA, che finora aveva irradiato il proprio segnale solo a Singapore, occupandosi solo delle notizie del Paese, passò a trasmettere anche via satellite raggiungendo tutta l'Asia e i Paesi del Pacifico. 
Il 10 novembre l'azienda estese le proprie attività al campo dell'editoria con la pubblicazione di Today, un quotidiano gratuito, joint venture con SingTel e SMRT Corporation.
A inizio 2001 il Governo pose l'azienda sul mercato azionario.
Il 12 febbraio le tre divisioni Television Corporation of Singapore, Radio Corporation of Singapore e Singapore Television Twelve furono ribattezzate MediaCorp TV, MediaCorp Radio e MediaCorp TV12 rispettivamente, come parte di un nuovo piano di gestione e in concordanza con il nuovo nome dell'azienda. Il canale CityTV, rinommato dal antico SportsCity in 2001, chuide le battenti il 11 gennaio 2002.
Il monopolio di MediaCorp nella televisione in chiaro fu spezzato per la prima volta a maggio, quando il Governo di Singapore assegnò delle licenze analoghe a SPH MediaWorks, una sussidiaria dell'editore Singapore Press Holdings: la società lanciò un canale in inglese e uno in cinese, rispettivamente TVWorks (poi rinominata Channel i) e Channel U. 
A fine 2004, però, a causa di problemi finanziari e di un mercato limitato per i programmi in inglese, SPH vendette entrambe le reti a MediaCorp.
Il 21 ottobre dello stesso anno MediaCorp ospitò la prima edizione dei Singapore Radio Awards, le cui nomination erano aperte solo alle proprie stazioni radio.
Channel i fu chiuso il 1º gennaio 2005 venendo sostituito dal nuovo canale Okto, mentre Channel U continuò a trasmettere come servizio complementare a Channel 8.
Il 1º gennaio 2007 tutte le stazioni radiofoniche di MediaCorp che non lo avevano ancora fatto, passarono a trasmissioni 24 ore su 24.
L'11 novembre fu lanciato HD5, il primo canale in alta definizione a Singapore.
Ad agosto 2008 seguì MOBTV, un servizio televisivo online fruibile attraverso la telefonia mobile.
Il 19 ottobre dello stesso anno Central fu soppiantata da Vasantham, che divenne una rete interamente in lingua tamil; la sua vecchia programmazione per i bambini e quella di arte furono trasferite su Okto.
L'8 dicembre 2015 MediaCorp aprì una nuova sede presso il Mediapolis a One-north, completando la migrazione dalla sede di Caldecott Hill durante l'estate 2016.
Ad aprile 2017 le edizioni settimanali del quotidiano Today divennero reperibili anche in formato digitale e a settembre quelle su cartaceo cessarono del tutto. 
A settembre 2018 anche le riviste 8 Days e i-Weekly cessarono le pubblicazioni su cartaceo restando disponibili solo sulle piattaforme digitali; 
la redazione di i-Weekly poco dopo si fuse con quella di Channel 8 News, dando vita a 8world, un dipartimento che produce notizie, programmi di attualità e d'informazione per i due canali MediaCorp in lingua cinese mandarina Channel 8 e Channel U.
Il 2 gennaio 2019 le televisione di Singapore terminò la transizione dal sistema analogico alla tecnologia digitale terrestre, iniziata nel 2013.
Il 1º maggio fu spenta Okto e i suoi programmi per bambini divennero un blocco diurno su Channel 5 con il brand "Okto on 5". La programmazione sportiva di Okto fu spostata su altre reti di MediaCorp. 
Channel 8, similmente, dette al suo già esistente blocco per bambini il brand "Okto on 8".
Il 30 gennaio 2020 l'azienda completò l'operazione di omologazione dei vari media in suo possesso tramite l'iniziativa "Made for You", rinominando le sue piattaforme digitali Toggle, MeRadio e MeClub in "meWatch", "meListen" e "meRewards" rispettivamente.

## Servizi

### Televisione
Mediacorp gestisce 6 canali televisivi terrestri in chiaro nelle 4 lingue ufficiali del Paese (malese, inglese, cinese mandarino e tamil) in regime di monopolio:
| Nome                                        | Lingua  | Formato immagine  | Tipo                       | Data apertura                                                                    |
| ------------------------------------------- | ------- | ----------------- | -------------------------- | -------------------------------------------------------------------------------- |
| Channel 5                                   | Inglese | HDTV (1080i 16:9) | intrattenimento generale   | 15 febbraio 1963 (come TV Singapura) 2 aprile 1963 (come TV Singapura Channel 5) |
| Suria                                       | Malese  | HDTV (1080i 16:9) | intrattenimento generale   | 15 febbraio 1963 (come Channel 5) 31 gennaio 1984 (come Channel 12)              |
| Channel 8                                   | Cinese  | HDTV (1080i 16:9) | intrattenimento generale   | 23 novembre 1963 (come TV Singapura Channel 8)                                   |
| Vasantham Central (precedentemente Central) | Tamil   | HDTV (1080i 16:9) | intrattenimento generale   | 15 febbraio 1963                                                                 |
| CNA                                         | Inglese | HDTV (1080i 16:9) | notizie 24 ore e attualità | 1 marzo 1999                                                                     |
| Channel U                                   | Cinese  | HDTV (1080i 16:9) | Intrattenimento generale   | 6 maggio 2001                                                                    |

### Radio
Mediacorp gestisce 12 stazioni radiofoniche in FM stereo, compresa BBC World Service in base all'accordo a lungo termine con la BBC:
| Stazione               | Lingua           | Genere                                                             | Data apertura                                               | Note                                    |
| ---------------------- | ---------------- | ------------------------------------------------------------------ | ----------------------------------------------------------- | --------------------------------------- |
| BBC World Service      | Inglese          | Notizie/Talk radio                                                 | 19 dicembre 1932                                            | Relè di BBC World Service 24 ore su 24. |
| Mediacorp Ria 897      | Malese           | Hit contemporanea                                                  | 1º dicembre 1990                                            |                                         |
| Mediacorp GOLD 905     | Inglese          | Notizie/Talk radio Hit classiche Nostalgia                         | 1º marzo 1937 (con British Malaya Broadcasting Corporation) |                                         |
| Mediacorp Symphony 924 | Inglese          | Classica                                                           | 18 luglio 1969                                              |                                         |
| Mediacorp YES 933      | Cinese mandarino | Top 40 (Mandopop/K-pop)                                            | 1º gennaio 1990                                             |                                         |
| CNA938                 | Inglese          | Notizie/Talk radio                                                 | 1º gennaio 1998                                             |                                         |
| Mediacorp Warna 942    | Malese           | Adulta contemporanea Fiction Notizie/Talk radio/Religione islamica | 1º marzo 1937 (con British Malaya Broadcasting Corporation) |                                         |
| Mediacorp CLASS 95     | Inglese          | Adulta contemporanea soft                                          | 1º aprile 1990                                              |                                         |
| Mediacorp CAPITAL 958  | Cinese mandarino | Hit classiche (C-pop) Notizie/Talk radio                           | 1º marzo 1937 (con British Malaya Broadcasting Corporation) |                                         |
| Mediacorp Oli 968      | Tamil            | Adulta contemporanea Infotainment                                  | 1º marzo 1937 (con British Malaya Broadcasting Corporation) |                                         |
| Mediacorp LOVE 972     | Cinese mandarino | Adulta contemporanea (Mandopop) Infotainment                       | 23 settembre 1994                                           |                                         |
| Mediacorp 987          | Inglese          | Top 40                                                             | 1º gennaio 1989                                             |                                         |

### Piattaforme digitali

#### mewatch
mewatch (precedentemente "Toggle") - fu lanciato il 1º febbraio 2013 come servizio OTT. Il 1º aprile 2015 xinmsn fu fusa con Toggle. È il servizio video digitale di Mediacorp che offre contenuti originali di Toggle, video on demand, eventi nazionali importanti dal vivo, notizie, intrattenimento e dietro le scene, attraverso computer, tablet, smartphone, smart TV e digital media player.

#### melisten

Logo attuale di melisten.

melisten (precedentemente MeRadio) -  è una piattaforma audio digitale di streaming audio dal vivo delle undici stazioni radiofoniche di Mediacorp e di podcast audio.

## Mediacorp Partner Network
Nel 2018 Mediacorp lanciò Mediacorp Partner Network, la quale firmò accordi con:
- ESPN - dal 6 agosto 2018 Mediacorp è rappresentante esclusivo per le vendite a Singapore per conto di ESPN.com;[108]
- 99.co - dal 29 agosto 2018 per creare informazioni ai consumatori relative alle proprietà.[109]
- Edipresse - da novembre 2018 per sviluppare programmi su piattaforme editoriali digitali, TV, radio dal vivo ed eventi.[110]
- VICE - dal 23 aprile 2019 per portare ad un nuovo pubblico i programmi digitali e TV originali attraverso la multipiattaforma di Mediacorp.[111]

## Produzione
Nel 2000 furono creati i MediaCorp Studios allo scopo di produrre programmi per Channel 5, Channel 8, CNA e Channel U. 
Nel 2001, allo stesso scopo, fu creata EagleVision, per realizzare programmi specificamente per i canali Suria e Vasantham.
Entrambe le società lavorano in collaborazione con emittenti e case di produzione della regione, come Media Prima Malaysia, Radio Televisyen Malaysia, Radio Television Brunei, Eightgeman Taiwan e Taiwan Television.

## Ricezione

### Digitale terrestre
I canali di Mediacorp sono presenti sul digitale terrestre in standard HDTV DVB-T.

### Streaming
Canali di Mediacorp in streaming

### Satellite
Solo il canale CNA in sua versione internazionale è presente su satellite:
| Satellite          | Telstar 18 Vantage | Apstar 6C | JCSAT 4B | Bangabandhu 1 | SES 7    | SES 9    | AsiaSat 7 | Measat 3d | Measat 3b | G-Sat 24 | G-Sat 30 | Thaicom 8 | ABS 2A  | Amos 4  |
| Posizione orbitale | 138.0° E           | 134.0° E  | 124.0° E | 119.1° E      | 108.2° E | 108.2° E | 105.5° E  | 91.5° E   | 91.5° E   | 83.0° E  | 83.0° E  | 78.5° E   | 75.0° E | 65.0° E |
| Canali             | CNA                | CNA       | CNA      | CNA           | CNA      | CNA      | CNA       | CNA       | CNA       | CNA      | CNA      | CNA       | CNA     | CNA     |
| Frequenza          | 12598 H            | 12515 V   | 12300 H  | 10885 V       | 2535 H   | 12461 H  | 3734 H    | 11182 V   | 12643 V   | 11720 V  | 11130 H  | 11480 H   | 12470 V | 10789 V |
| SR                 | 45000              | 27500     | 15000    | 30000         | 22500    | 45000    | 6500      | 30000     | 30000     | 32720    | 32720    | 30000     | 45000   | 45000   |
| FEC                | 2/3                | 3/4       | 3/4      | 2/3           | 3/4      | 5/6      | 2/3       | 5/6       | 3/5       | 3/4      | 3/4      | 3/4       | 3/5     | 1/2     |
| Modulazione        | 8PSK               | 8PSK      | 8PSK     | 8PSK          | 8PSK     | 8PSK     | QPSK      | 8PSK      | 8PSK      | 8PSK     | 8PSK     | 8PSK      | 8PSK    | 8PSK    |